# Ludwig-Richter-Allee
Die Ludwig-Richter-Allee ist eine gut 670 Meter lange Innerortsstraße der sächsischen Stadt Radebeul, gelegen in den Stadtteilen Kötzschenbroda und Niederlößnitz.

## Ortslage und Bebauung

Lage von Herrenhaus Altfriedstein (rot eingefärbt), 1857. Von unten die „lange Kastanienallee […] von der Kunststraße“ aus. Unten rechts an der gestrichelten Linie: Station Kötzschenbroda.

Die Straße verläuft in nordnordöstlicher Richtung von der Meißner Straße bis zum oberen Teil des Prof.-Wilhelm-Rings, direkt neben dem ehemaligen Herrenhaus Altfriedstein. Der untere Teil liegt auf der Radebeul-Coswiger Niederterrasse auf etwa 110 m ü. NHN, während das Straßenstück ab Am Bornberge dann auf etwa 137 m ü. NHN Höhe ansteigt.
Die Hausnummern verlaufen ebenfalls in dieser Richtung, von der Nr. 1 auf der Westseite an der Meißner Straße bis zur Nr. 36 auf der Ostseite.
Einige Kulturdenkmale liegen entlang der Straße und sind daher in der Liste der Kulturdenkmale in Radebeul-Kötzschenbroda bzw. Liste der Kulturdenkmale in Radebeul-Niederlößnitz (A–L) aufgeführt, teilweise auch mit Querstraßenadressen:
- Kötzschenbroda: Nr. 5, Villa Augusta (Nr. 7)
- Niederlößnitz: Königs-Pavillon (Nr. 6), Villa Rossija (Nr. 8), Nr. 9, Villa Franziska (Nr. 15), Nr. 17, Haus Liborius (Nr. 21), Villa Martins-Klause (Am Bornberge 16), Unteres Berghaus (Am Jacobstein 2), Nr. 24, Nr. 27, Nr. 28, Nr. 30, Nr. 31, Nr. 32, Nr. 33, Herrenhaus Altfriedstein (Prof.-Wilhelm-Ring 1)

## Namensgebung

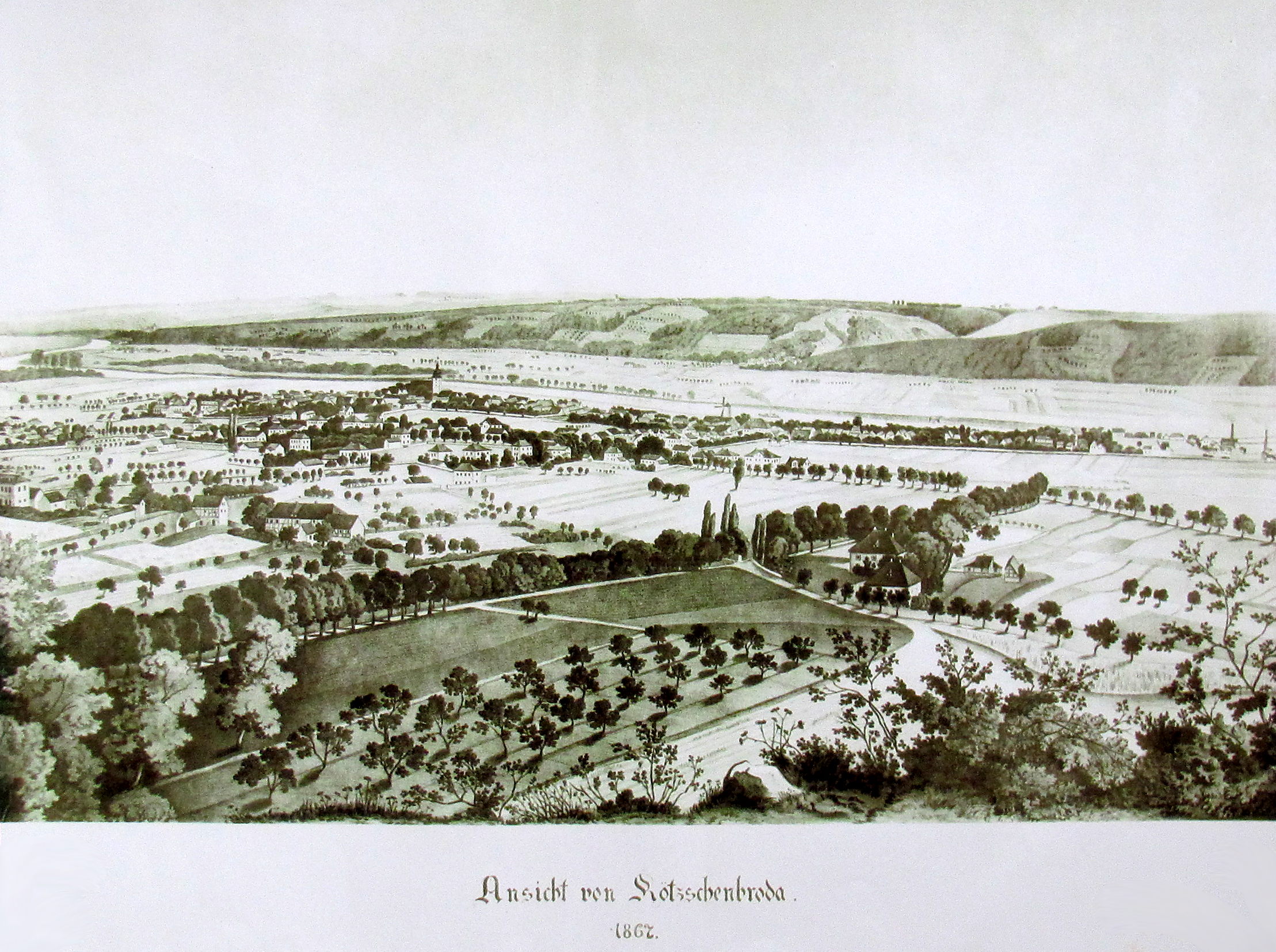
Ansicht von Kötzschenbroda. 1867. Zeitgenössische Lithografie. Von der Meißner Straße oben quer zweigt nach schräg links unten die Allee nach Altfriedstein ab. Haus Liborius und das Untere Berghaus finden sich auf halber Höhe, bei etwa einem Drittel von rechts. Davor verläuft Am Jacobstein nach rechts Richtung Schloss Wackerbarth

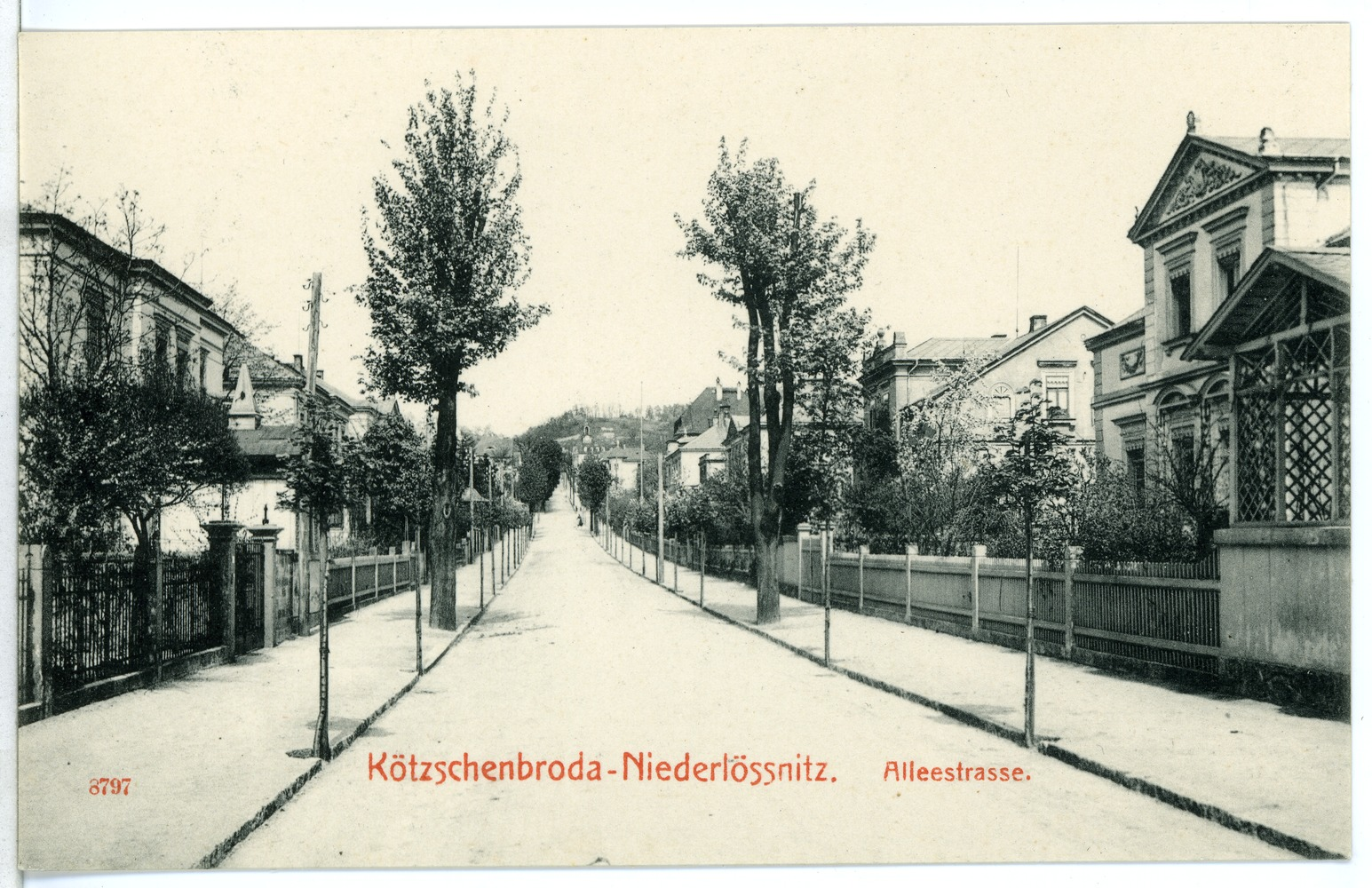
Alleestraße, 1907

Der ursprüngliche Weg war die Mitte des 17. Jahrhunderts angelegte Zuwegung zum Weinbergsbesitz Altfriedstein, der auf der bergseitigen Wegeseite der heutigen Winzerstraße bzw. Am Jacobstein begann und sich dann den Berg hinaufzog. Auf dem Weinbergsbesitz selbst gingen dann Erschließungswege weiter, unter anderem eine direkte Verlängerung zur Südseite des Herrenhauses. Bei Hofmann 1853 wird die „lange Kastanienallee […] von der Kunststraße“ (Meißner Straße) beschrieben.
Im Jahr 1875 hieß der Alleeweg Thienemanns Allee, nach einem Angehörigen der Familie Thienemann, die seit 1858 Eigentümer von Altfriedstein waren.
Nach der Reblauskatastrophe in der Lößnitz ging der Besitz 1899 an die Architekten Schilling & Graebner, die das Gelände öffneten und als Villenkolonie Altfriedstein entwickelten. Damit einhergehend erfolgte 1903 die Widmung als Alleestraße.
1933 geschah die Umbenennung in Horst-Wessel-Straße. 
Nach dem Zweiten Weltkrieg, gleich 1945, wurde die Straße zu Ehren des Malers und Zeichners Ludwig Richter in Ludwig-Richter-Allee umbenannt.

## Anlieger
Angehörige der Familie Senfft von Pilsach besaßen Haus Liborius nebst Weinberg.
In den 1870er und 1880er Jahren wurden die Flächen beidseits des unteren Teils der Straße durch den Architekten und Baumeister Adolf Neumann parzelliert und bebaut.
Der Generalleutnant Benno von Massow wohnte zu seinem Lebensende in der Alleestraße 19 (Ludwig-Richter-Allee 19).
Weitere Anwohner finden sich im Artikel zu Altfriedstein.